# Eurata minerva
Eurata minerva är en fjärilsart som beskrevs av William Schaus 1901. Eurata minerva ingår i släktet Eurata och familjen björnspinnare. Inga underarter finns listade i Catalogue of Life.